# Harpendyreus wollastoni
Harpendyreus wollastoni är en fjärilsart som beskrevs av George Thomas Bethune-Baker 1926. Harpendyreus wollastoni ingår i släktet Harpendyreus och familjen juvelvingar. Inga underarter finns listade i Catalogue of Life.